# Ñandutí

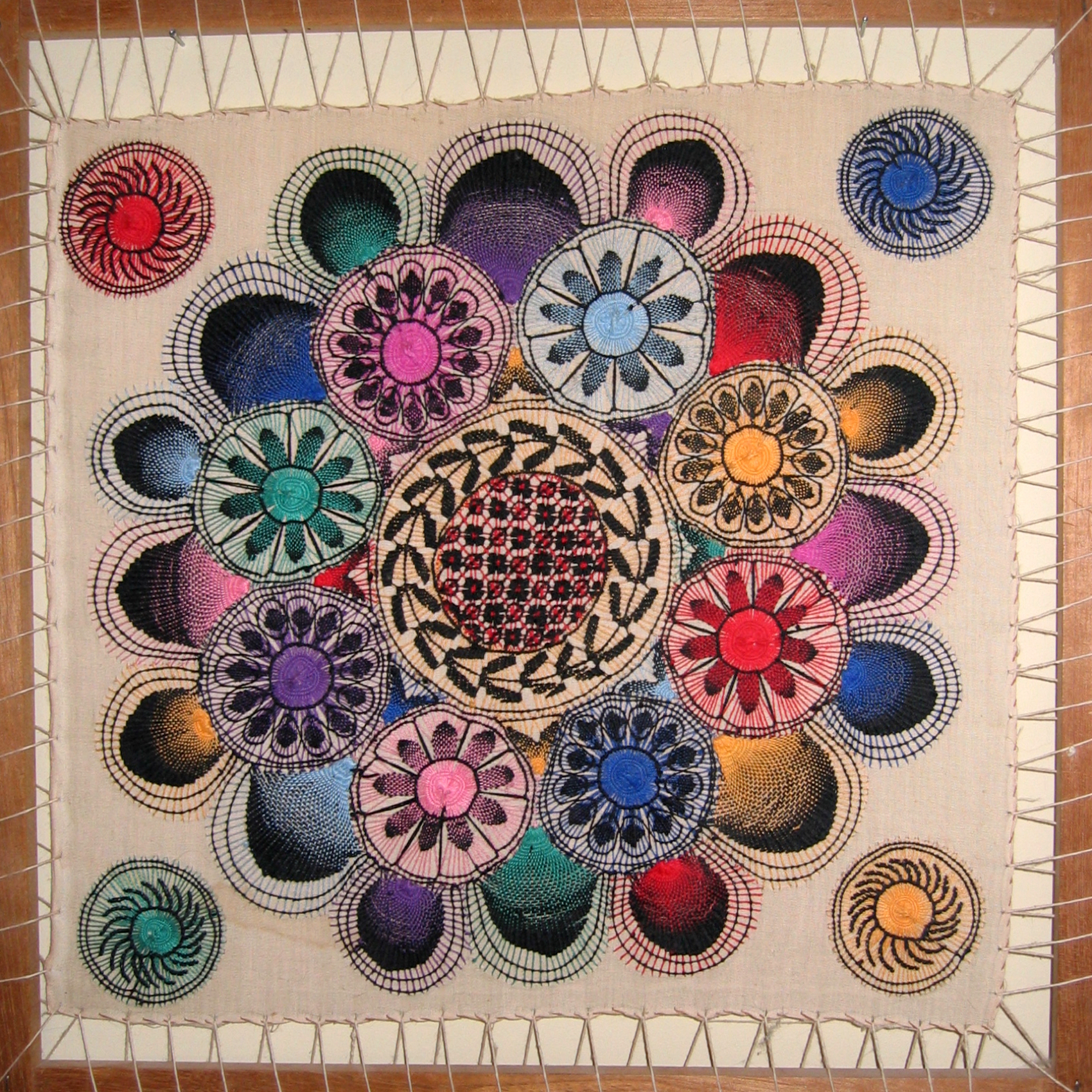
Il ñandutí

Il ñandutí (in lingua guaraní ragnatela), italianizzato gnandutì; è un merletto tipico del Paraguay, in particolare della città di Itauguá.
Fu probabilmente introdotto nel paese dagli spagnoli durante la colonizzazione; a confermarlo sarebbe la sua somiglianza al “merletto Tenerife”.
Si tratta di un merletto eseguito ad ago, che si tesse su piccoli telai circolari sviluppandosi a raggi partendo dal centro, disegnando motivi geometrici o zoomorfi, più spesso di colore vivo che bianco. Con questa tecnica si realizzano dettagli per abiti, ornamenti religiosi, cappelli ed ogni altro genere di articolo ornamentale.

## Leggenda
Secondo una leggenda paraguayana il ñandutí fu creato da una donna indigena, il cui figlio era innamorato di una ragazza molto bella. Poiché era molto corteggiata, la ragazza aveva detto agli uomini del villaggio che si sarebbe sposata solo con chi le avrebbe portato qualcosa di così prezioso da non potere essere rimpiazzato.
Il suo spasimante si era allontanato nel bosco in cerca di qualcosa che fosse davvero unico; quando incontrò un ragno che tesseva una tela tra i rami di un albero si fermò a guardare quella meraviglia che sotto il sole sembrava riflettere mille colori diversi. Alla fine prese la tela, ma non andò molto lontano: dovette lottare contro un suo concorrente, ma vinta la battaglia si accorse di non avere più nulla in mano. Gli venne in aiuto la sua anziana madre, che con i suoi capelli si mise a tessere la stessa trama del ragno, per costruire una tela che sarebbe resistita alle mani di chi l'avesse toccata.